# Phytomyza centralis
Phytomyza centralis är en tvåvingeart som beskrevs av Frost 1936. Phytomyza centralis ingår i släktet Phytomyza och familjen minerarflugor.
Artens utbredningsområde är Costa Rica. Inga underarter finns listade i Catalogue of Life.